# Ларс Оке Сивертсон
Ларс Оке Сивертсон (швед. Lars-Åke Sivertsson; Мора, 8. мај 1941 − Јевле, 6. фебруар 2014) био је професионални шведски хокејаш на леду који је током каријере играо на позицијама деснокрилног нападача. 
Готово целокупну играчку каријеру провео је у редовима екипе Бринеса са којом је освојио шест титула националнг првака. За Бринес је током 11 сезона одиграо укупно 255 утакмица, уз учинак од 188 голова и 80 асистенција.
За репрезентацију Шведске је играо на светском првенству 1965. где је освојио бронзану медаљу. 